# Apple Cinema Display
Apple Cinema Display — лінійка плоскодисплейних комп'ютерних моніторів, що були розроблені та продавалися компанією Apple Inc. із 1999 по 2011 роки. Спочатку він продавався паралельно зі старішою лінійкою моніторів Apple Studio Display, але з часом замінив їх. Apple пропонувала 20, 22, 23, 24, 27 і 30-дюймові монітори, причому остання модель була 27-дюймовою зі світлодіодним підсвічуванням.
Apple Cinema Display був доступний у трьох дизайнах: один з полікарбонатного пластику, а два з анодованого алюмінію. Перші дисплеї були розроблені, щоб пасувати до барвистого пластику Power Mac G3 і пізніше Power Mac G4, а другі версії були розроблені, щоб пасувати до алюмінієвої естетики Power Mac G5 і PowerBook G4. Останній доступний дизайн був розроблений відповідно до дизайну монокорпусних ноутбуків, випущених у жовтні 2008 року.
Назва Apple Cinema Display більше не використовувалася компанією з липня 2011 року з появою Apple Thunderbolt Display, а з серпня 2014 року моделі Apple Cinema Display більше не були доступні на вебсайті Apple Store.

## Моделі

### Cinema Display
Перша модель — 22-дюймовий Apple Cinema Display — була представлена у вересні 1999 року разом із Power Mac G4 і використовувала DVI для підключення. Він розміщувався у пластиковій рамі високої щільності з підставкою-мольбертом та мав роздільну здатність дисплея 1600×1024 пікселів.
Ця модель була оновлена в липні 2000 року, отримавши Apple Display Connector (ADC), який забезпечував живлення 28 В, підключення DVI та USB через один роз'єм.
Зрештою 28 січня 2003 року його замінила 20-дюймова модель із широкоформатним дисплеєм із роздільною здатністю до 1680×1050 пікселів і яскравістю 230 кд/м².
20-дюймовий Cinema Display був знову оновлений 28 червня 2004 року, щоб відповідати алюмінієвому дизайну нового Cinema HD Display. Він зберіг роздільну здатність 1680x1050 пікселів попередньої моделі, але його яскравість збільшилася до 250 кд/м², і був представлений за ціною 1299 доларів США. Ціну в доларах США на цей дисплей Apple не змінювала до жовтня 2008 року.

### Cinema HD Display
23-дюймова модель, яка отримала назву «Cinema HD Display», була представлена 20 березня 2002 року та підтримувала повне відтворення 1:1 1080p на дисплеї із роздільною здатністю 1920x1200 пікселів.
28 червня 2004 року Apple представила оновлену лінійку Cinema Displays разом із новою 30-дюймовою моделлю, яка, як і 23-дюймова модель, мала назву «Cinema HD Display». Нові моделі мали анодований алюмінієвий корпус, який відповідав дизайну високоякісних лінійок професійних продуктів Apple. Альтернативну підставку або настінне кріплення можна було використовувати з комплектом адаптерів для кріплення VESA, який продавався окремо. Попри те, що корпус дисплея не змінювався протягом тривалого часу, було зроблено кілька «тихих» покращень рівнів яскравості та контрастності.

#### Сумісність з 30-дюймовими моделями
Через високу роздільну здатність (2560×1600) для 30-дюймової моделі потрібна відеокарта з підтримкою двоканального DVI. Коли монітор був випущений, жодна модель Macintosh не продавалася з двоканальним портом DVI. Power Mac G5 з новою відеокартою Nvidia GeForce 6800 Ultra DDL спочатку був потрібен для роботи монітора з повною роздільною здатністю.
Усі моделі Power Mac G5, PowerBook G4 15 або 17 дюймів і Mac Pro із середини 2006 року до середини 2010 року здатні підтримувати його без використання будь-яких адаптерів. Дискретні MacBook Pro також можуть працювати з 30-дюймовим дисплеєм, тоді як усі Mac, випущені після жовтня 2008 року, потребують додаткового адаптера. 30-дюймовий Cinema Display був представлений разом із GeForce 6800, яка підтримує два порти DVI-DL. AGP X800 Mac Edition від ATI також підтримує двоканальний DVI, але має лише один роз'єм. Radeon 9600 Mac/PC була ще однією графічною картою вторинного ринку, яка підтримувала двоканальний DVI, а також була сумісна зі старими Power Mac на базі AGP.
Якщо комп'ютер з одноканальним роз'ємом DVI (наприклад, ноутбук Mac із роз'ємом mini-DVI) під'єднано до 30-дюймового дисплея, він працюватиме лише з роздільною здатністю 1280×800 пікселів, навіть якщо комп'ютер підтримує роздільну здатність 1920×1200 пікселів через одноканальне підключення.

### LED Cinema Display
14 жовтня 2008 року 20-дюймовий Cinema Display і 23-дюймовий Cinema HD Display були замінені 24-дюймовою моделлю, виготовленою з алюмінію та скла, що відповідає дизайну останніх iMac, MacBook Pro та MacBook. Дисплей оснащений вбудованою камерою iSight, мікрофоном і подвійною системою динаміків. Кабель MagSafe проходить через задню частину дисплея для заряджання ноутбуків. Це перший Cinema Display, який використовує світлодіодне підсвічування та Mini DisplayPort. Однак, світлодіодне підсвічування має краєвидне підсвічування на відміну від повного підсвічування CCFL попередніх моделей, що призводить до нижчого показника яскравості кд/м2. Цей монітор офіційно сумісний лише з комп'ютерами Mac, які мають роз'єм Mini DisplayPort. Щоб використовувати цей дисплей зі старішими комп'ютерами Mac, потрібно використовувати сторонній конвертер. Крім того, багато нових користувачів Apple з новими MacBook, які мають лише порти USB-C, постійно були збентежені тим фактом, що їхні адаптери Thunderbolt 3 (USB-C) на Thunderbolt 2 від Apple не передають сигнал на їхні LED Cinema Display. Багато користувачів помилково припускали, що їхні нові MacBook несумісні з їхніми старими дисплеями, хоча насправді звичайний універсальний адаптер USB-C на Mini DisplayPort успішно передає той самий сигнал. Це пов'язано з невеликою внутрішньою різницею в новішому стандарті Thunderbolt 2 і старішому Mini DisplayPort.
З появою світлодіодних панелей, матові екранні панелі з антибліковим покриттям були вилучені з продажу, за винятком 30-дюймового дисплея Cinema. Apple вже відмовилася від матових екранів у своїй лінійці настільних комп'ютерів iMac 7 серпня 2007 року. Apple не пропонував будь-яке обладнання з матовим екраном із захистом від відблисків після припинення виробництва 15-дюймового MacBook Pro без Retina в жовтні 2013 року до появи Pro Display XDR у 2019 році. Це викликало занепокоєння серед користувачів, які бажали мати матові екрани для своєї сфери діяльності, особливо графічні дизайнери, фотографи та користувачі, які багато працюють перед монітором. Матові екрани, як і фотографії з матовою поверхнею, розсіюють відбите світло й не можуть забезпечити такі ж рівні чорного, як глянцеві екрани, які необхідні для роботи із зображеннями та HDR-відео, і тому є недоречними в цій сфері. Однак матові екрани мають набагато нижчий рівень відбиття, що покращує зручність використання.
Волл-стріт джорнел назвав вилучення Apple матового екрана одним із найгірших дизайнерських рішень Apple.
26 липня 2010 року 24-дюймовий LED Cinema Display і 30-дюймовий Cinema HD Display були замінені на 27-дюймову модель, яка підтримує роздільну здатність до 2560×1440 пікселів. Ця модель продавалася за 999 доларів США.
20 липня 2011 року виробництво LED Cinema Display було припинене на користь його наступника — Apple Thunderbolt Display.

## Технічні характеристики
| Таблиця моделей                         | Таблиця моделей                      | Таблиця моделей                      | Таблиця моделей           | Таблиця моделей           | Таблиця моделей                             | Таблиця моделей                             | Таблиця моделей                             |
| Компонент                               | Рідкокристалічний дисплей            | Рідкокристалічний дисплей            | Рідкокристалічний дисплей | Рідкокристалічний дисплей | Рідкокристалічний дисплей                   | Рідкокристалічний дисплей                   | Рідкокристалічний дисплей                   |
| Модель                                  | Apple Cinema Display                 | Apple Cinema Display                 | Apple Cinema HD Display   | Apple Cinema Display      | Apple Cinema Display                        | Apple Cinema HD Display                     | Apple Cinema HD Display                     |
| --------------------------------------- | ------------------------------------ | ------------------------------------ | ------------------------- | ------------------------- | ------------------------------------------- | ------------------------------------------- | ------------------------------------------- |
| Номер моделі                            | M5662                                | M8149                                | M8536                     | A1038                     | A1081                                       | A1082                                       | A1083                                       |
| Номер партії (номер замовлення)         | N/A                                  | M8058ZM/A                            | M8537ZM/A                 | M8893ZM/A                 | M9177LL/A                                   | M9178LL/A                                   | M9179LL/A                                   |
| Випущено                                | 1 вересня 1999                       | 19 липня 2000                        | 20 березня 2002           | 28 січня 2003             | 28 червня 2004                              | 28 червня 2004                              | 28 червня 2004                              |
| Припинено                               | 19 липня 2000                        | 28 січня 2003                        | 28 червня 2004            | 28 червня 2004            | 14 жовтня 2008                              | 14 жовтня 2008                              | 26 липня 2010                               |
| Дисплей (всі 16:10 і матові)            | 22 дюйма 1600 × 1024 (повноекранний) | 22 дюйма 1600 × 1024 (повноекранний) | 23 дюйма 1920 × 1200      | 20 дюймів 1680 × 1050     | 20 дюймів 1680 × 1050                       | 23 дюйма 1920 × 1200                        | 30 дюймів 2560 × 1600                       |
| Щільність пікселів (у пікселях на дюйм) | 86,35                                | 86,35                                | 98,4                      | 98,4                      | 98,4                                        | 98,4                                        | 101,6                                       |
| Яскравість                              | 180 кд/м²                            | 180 кд/м²                            | 200 кд/м²                 | 230 кд/м²                 | 250 (або 300*)кд/м²                         | 270 (або 400*) кд/м²                        | 270 (або 400*) кд/м²                        |
| Коефіцієнт контрастності                | 300:1                                | 300:1                                | 350:1                     | 350:1                     | 400:1 (або 700:1*)                          | 400:1 (або 700:1*)                          | 400:1 (або 700:1*)                          |
| Час відгуку                             | Невідомо                             | Невідомо                             | 16 мс                     | 16 мс                     | 16 мс                                       | 16 мс                                       | 16 мс                                       |
| Живлення                                | 62–77 Вт                             | 35-77 Вт                             | 70 Вт                     | 60 Вт                     | 65 Вт                                       | 90 Вт                                       | 150 Вт                                      |
| Матеріал                                | Полікарбонатна рама                  | Полікарбонатна рама                  | Полікарбонатна рама       | Полікарбонатна рама       | Алюмінієва рама                             | Алюмінієва рама                             | Алюмінієва рама                             |
| Вхід                                    | DVI-D                                | Apple Display Connector              | Apple Display Connector   | Apple Display Connector   | DVI-D                                       | DVI-D                                       | Двоканальний DVI-D                          |
| Вихід                                   | Немає                                | Немає                                | Немає                     | Немає                     | 2 роз'єми FireWire 400 та 2 роз'єми USB 2.0 | 2 роз'єми FireWire 400 та 2 роз'єми USB 2.0 | 2 роз'єми FireWire 400 та 2 роз'єми USB 2.0 |

- 7 серпня 2006 року дисплеї Aluminium Cinema Display було негласно оновлено, завдяки чому яскравість і контрастність підвищилися до 300/400 кд/м2 і 700:1. Останні Cinema Display все ще бажані для професіоналів, оскільки це останні дисплеї з антибліковим покриттям, виготовлені Apple (до появи Pro Display XDR), які мають справжню 8-бітну IPS-панель (без змішування) із повним підсвічуванням і трохи вищою яскравістю, ніж у новіших Apple Thunderbolt Display, які мають світловідбиваючий глянсовий екран і панель з підсвічуванням по краях. Ці дисплеї (включаючи 24-дюймовий LED Cinema) були останніми настільними моніторами Apple, виробленими зі співвідношенням сторін 16:10, які також використовуються на MacBook Pro і забезпечують більше вертикального робочого простору.

| Таблиця моделей                         | Таблиця моделей | Таблиця моделей |
| Компонент                               | Рідкокристалічний дисплей зі світлодіодним підсвічуванням | Рідкокристалічний дисплей зі світлодіодним підсвічуванням |
| Модель                                  | LED Cinema Display (24-дюймовий) | LED Cinema Display (27-дюймовий) |
| --------------------------------------- | --- | --- |
| Номер моделі                            | A1267 | A1316 |
| Номер партії (номер замовлення)         | MB382LL/A | MC007LL/A |
| Випущено                                | 14 жовтня 2008 | 26 липня 2010 |
| Припинено                               | 26 липня 2010 | 2 грудня 2013 |
| Дисплей (всі широкоформатні)            | 24 дюйма, гляцевий скляний екран, LCD, 1920 × 1200 | 27 дюймів, гляцевий скляний екран, LCD, 2560 × 1440 |
| Дисплей (всі широкоформатні)            | Співвідношення сторін 16:10 | Співвідношення сторін 16:9 |
| Вбудована камера                        | iSight | iSight |
| Яскравість                              | 330 кд/м² | 375 кд/м² |
| кольори                                 | 16,7 мільйонів (максимум) True Color | 16,7 мільйонів (максимум) True Color |
| Щільність пікселів (у пікселях на дюйм) | 94,3 | 109 |
| Час відгуку                             | 13 мс | 13 мс |
| Живлення                                | До 212 Вт (під час заряджання MacBook Pro) | До 250 Вт (під час заряджання MacBook Pro) |
| матеріал                                | Алюмінієва рама та скляна передня частина | Алюмінієва рама та скляна передня частина |
| Кабелі та периферійні підключення       | Кабелі - Один кабель з трьома роз'ємами: - Mini DisplayPort із підтримкою аудіо - MagSafe (до 85 Вт) - USB 2.0 - Кабель живлення Периферійні підключення - 3× роз'єми USB 2.0 із живленням | Кабелі - Один кабель з трьома роз'ємами: - Mini DisplayPort із підтримкою аудіо - MagSafe (до 85 Вт) - USB 2.0 - Кабель живлення Периферійні підключення - 3× роз'єми USB 2.0 із живленням |
| Оригінальна ціна                        | 899 дол. США | 999 дол. США |

### Статті
- Крістофер Кубіцкі. «The 20 inch LCD shootout: Dell versus Apple» (англ.), «AnandTech», 27 квітня 2005.
- Лара Люпке. «Battle of the 30-inch monitors: Apple Cinema Display vs. Dell UltraSharp 3007WFP» (англ.), «CNET prizefight», 22 березня 2006.